# Stanhopea pseudoradiosa
Stanhopea pseudoradiosa är en orkidéart som beskrevs av Rudolph Jenny och R.Gonzalez. Stanhopea pseudoradiosa ingår i släktet Stanhopea och familjen orkidéer. Inga underarter finns listade i Catalogue of Life.